# La Poterie-Cap-d'Antifer
La Poterie-Cap-d'Antifer is een gemeente in het Franse departement Seine-Maritime (regio Normandië) en telt 364 inwoners (2005). De plaats maakt deel uit van het arrondissement Le Havre.

## Geografie
De oppervlakte van La Poterie-Cap-d'Antifer bedraagt 5,8 km², de bevolkingsdichtheid is 62,8 inwoners per km².
De onderstaande kaart toont de ligging van La Poterie-Cap-d'Antifer met de belangrijkste infrastructuur en aangrenzende gemeenten.

## Demografie
Onderstaande figuur toont het verloop van het inwonertal (bron: INSEE-tellingen).